# North Hudson, New Jersey

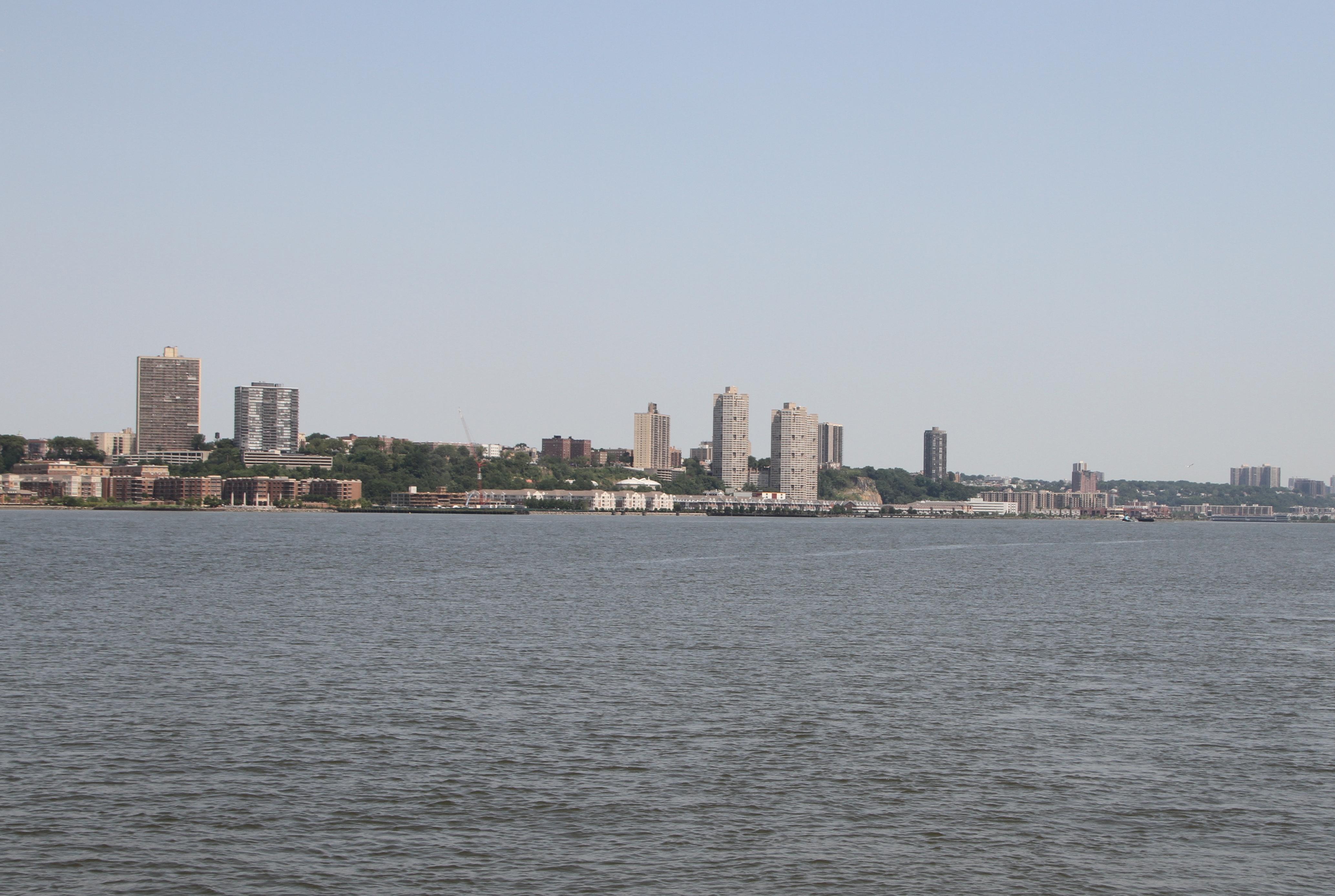
North Hudson-området sett från Manhattan på andra sidan Hudsonfloden.

North Hudson, lokalt även känt som "NoHu", är samlingsnamnet för fem kommuner i norra delen av Hudson County, New Jersey, i New Yorks storstadsregion. Området ligger väster om Hudsonfloden, på andra sidan från Manhattan, och är ett av USA:s mest tätbefolkade områden, med omkring 200 000 invånare.
Kommunerna är administrativt självständiga kommuner, med oberoende politiska organ och separata skoldistrikt, men samarbetar inom North Hudson-regionen inom viss kommunal service som brandförsvar, vatten och avlopp, akutvård och yrkesskolor.
De fem kommuner i Hudson County som ingår i North Hudson-området är:
- Weehawken (12 554 invånare vid 2010 års folkräkning),
- Union City (66 455 inv.)
- West New York (49 708 inv.)
- Guttenberg (11 176 inv.) och
- North Bergen (60 773 inv.)

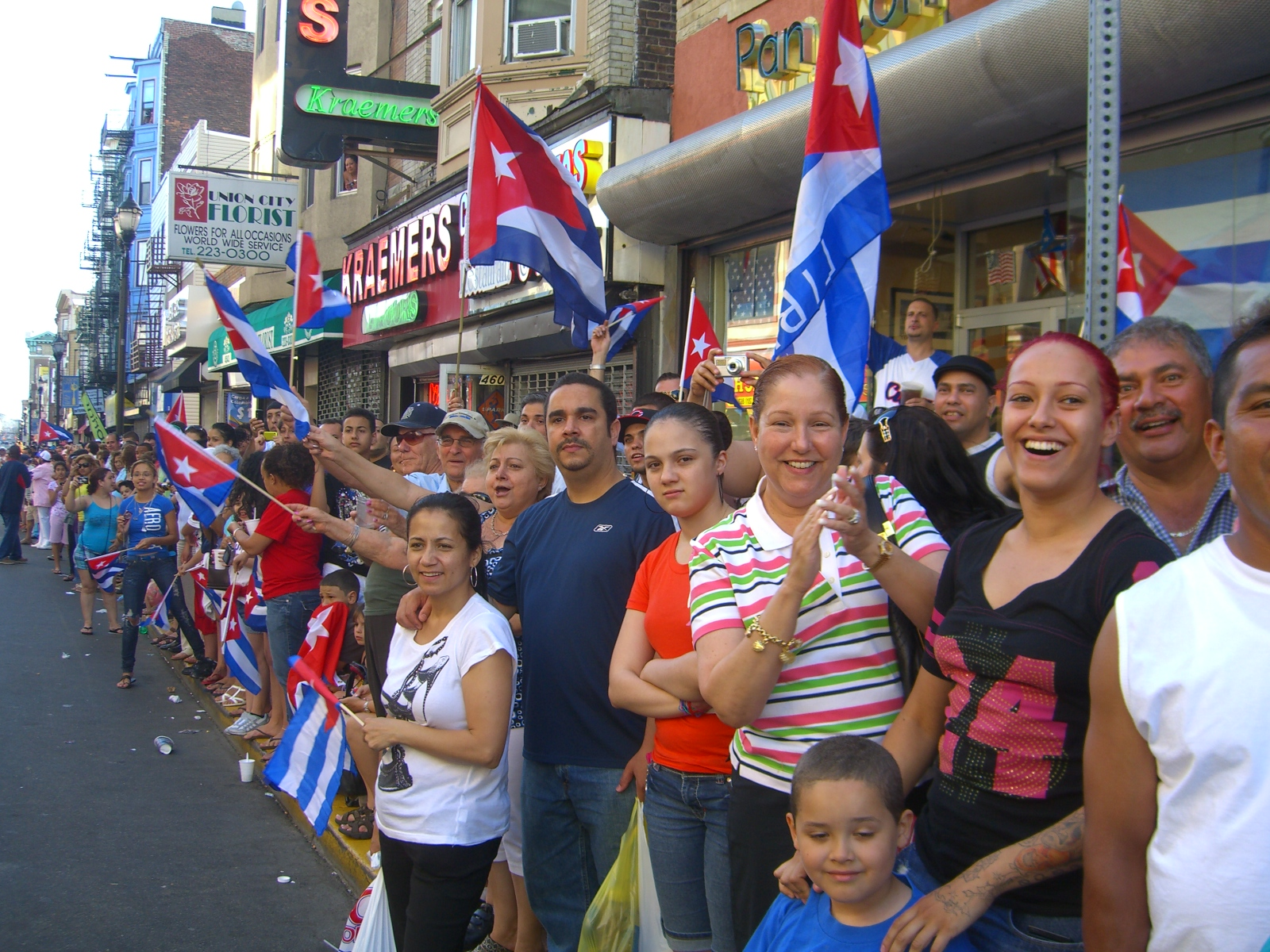
Cuban Day Parade 2010

Området har en sammanhängande storstadsbebyggelse och koordinerad gatunumrering, och de administrativa gränserna skär ofta tvärs igenom bebyggelsen. I området finns en stor latinamerikanskättad befolkning sedan 1960-talet, då många exilkubaner flyttade hit, och "NoHu" är ett viktigt kulturellt centrum för konstnärer och artister. Cuban Day Parade är ett populärt årligt evenemang.